# Králův Dvůr (železniční zastávka)
Králův Dvůr je železniční zastávka v jižní části města Králův Dvůr v okrese Beroun ve Středočeském kraji oddělené od centra korytem Litavky. Leží na trati Praha–Plzeň, která byla elektrizovaná soustavou 25 kV, 50 Hz AC. Od 2021 je zastávka  elektrizována soustavou DC 3kV až cca 500 metrů za zastávku Králův Dvůr ve směru na Plzeň. Ve městě se dále nachází železniční zastávka Králův Dvůr-Popovice.

## Historie
Stanice byla vybudována jako součást České západní dráhy (BWB) spojující Bavorsko, Plzeň a nádraží na Smíchově (Praha západní nádraží), podle typizovaného stavebního návrhu. 14. října 1861 byl zprovozněn úsek trasy z České Kubice na provizorní nádraží ve Skvrňanech u Plzně (železniční most přes Radbuzu byl dokončen se zbytkem trati až následujícího roku), 14. července 1862 byla s místním nádražím slavnostně otevřena zbývající trasa do Prahy.
Po zestátnění BWB v roce 1894 pak obsluhovala stanici jedna společnost, Císařsko-královské státní dráhy (kkStB), po roce 1918 pak správu přebraly Československé státní dráhy.
Elektrická trakční soustava zde byla zprovozněna 5. června 1987.

## Popis
Zastávkou prochází Třetí železniční koridor, vede tudy dvoukolejná trať. V roce 2019 byla dokončena přeměna nádraží na železniční zastávku s koridorovými parametry: nachází se zde dvě zdvižená koridorová hranová nástupiště s přístřešky, podchodem pod kolejištěm a elektronickým informačním systémem.